# Shipbuilding, Machinery & Marine Technology

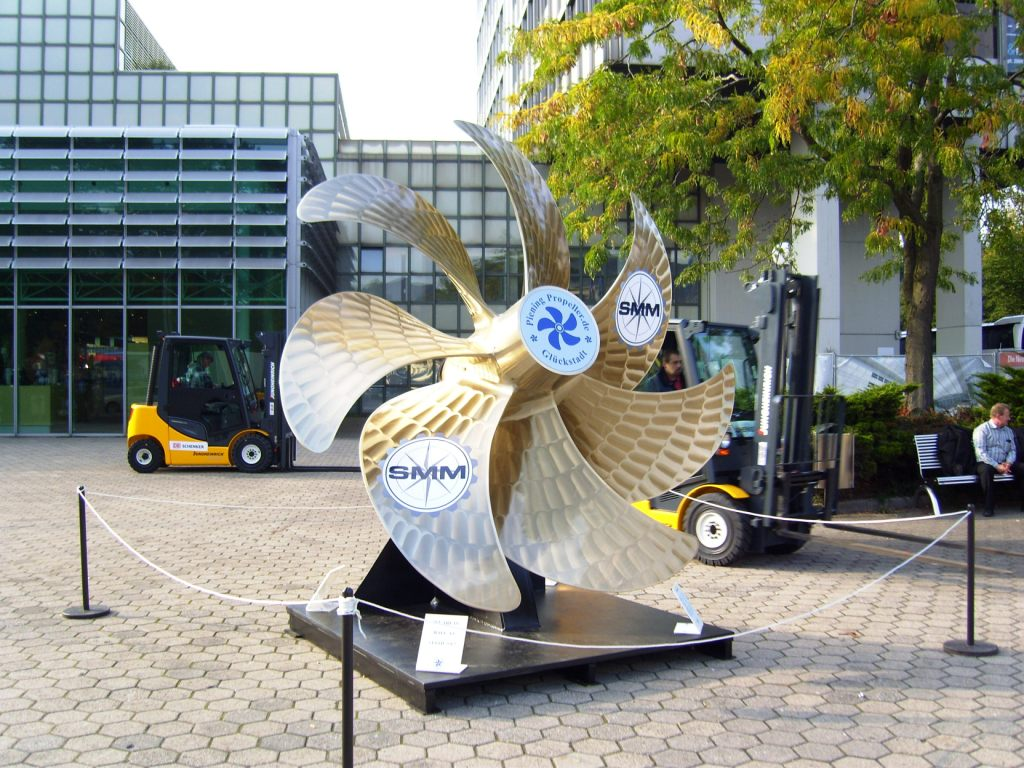
Eingang zur SMM 2008

Die SMM (ehemals Shipbuilding, Machinery & Marine Technology) ist eine Fachmesse mit den Schwerpunkten Schiffbau, maritime Anlagen, Maschinenbau und Meerestechnik. Seit 1963 richtet die Hamburg Messe und Congress GmbH die SMM alle zwei Jahre in den Hamburger Messehallen aus. Angela Merkel war von 2006 bis 2021 Schirmherrin der SMM; seitdem ist es Bundeskanzler Olaf Scholz.

## Profil
Die SMM vereint folgende Branchen der Schifffahrt:
- Schiffbau / Werftindustrie
- Schiffseinrichtung und -ausrüstung
- Kraftmaschinen / Antriebssysteme
- Hilfssysteme der Antriebsanlagen
- Schiffbetriebsanlagen
- Ladungsumschlagssysteme
- Elektrotechnik / Elektronik
- Meerestechnik
- Häfen und Hafentechnik
- Maritime Dienstleistungen
- Marineeinsatzsysteme
- Schiffsmakler und Befrachter
- Reedereien
- Medien

Zu den ideellen Trägern der Messe zählen der Verband Deutscher Maschinen- und Anlagenbau (VDMA), der Verband Deutscher Reeder (VDR), der Verband Deutscher Schiffsausrüster, der Verband für Schiffbau und Meerestechnik (VSM) und der Verein der Schiffs-Ingenieure zu Hamburg.
Auf der SMM präsentieren Aussteller aus rund 70 Nationen ihre Produkte und Dienstleistungen.

## Kongresse
Die SMM bietet ein Rahmenprogramm mit Blick auf die zentralen Zukunftsthemen der maritimen Wirtschaft. Im Rahmen der Konferenzen präsentieren internationale Experten ihre Ansätze, Praxisbeispiele und Forschungsergebnisse aus den Bereichen Digitalisierung, Smart- und Green Shipping, maritime Sicherheit und Offshore.
- Maritime Future Summit widmet sich allen Aspekten der Digitalisierung in der Schifffahrt.
- gmec – the global maritime environmental congress thematisiert Nachhaltigkeit und Umweltschutz in der Schifffahrt. Alternative Antriebssysteme, digitale Transportsteuerung und verfeinerte Messelektronik stehen dabei im Mittelpunkt.
- MS&D – international conference on maritime security and defence befasst sich mit maritimer Sicherheit und Verteidigung und den Anforderungen an moderne Sicherheitskräfte.
- Offshore Dialogue befasst sich mit den aktuellen Herausforderungen der Offshore Industrie, den Chancen der Digitalisierung und den Möglichkeiten bei der Unterbringung und Sicherheit für die im Offshore-Bereich arbeitenden Menschen. Die Konferenz wird vom Bundesministerium für Wirtschaft und Technologie gefördert.
- Maritime Career Market ist eine Plattform zur Vermittlung von Jobs sowie zur Präsentation von Aus- und Weiterbildungsmöglichkeiten der Branche.

## Geschichte
1956 gründeten in Hamburg Delegierte der vier Schiffsingenieurvereine den Dachverband Vereinigung Deutscher Schiffsingenieure (VDSI). Seitdem sind alle westdeutschen Schiffsingenieurvereine und seit 1990 auch der Verein der Schiffsingenieure zu Rostock e. V. Mitglied im VDSI.
Aus einer Jahresversammlung des Flensburger Vereins ging 1958 ein vom VDSI alle 2 bis 3 Jahre an unterschiedlichen Orten organisierter „Tag des Schiffsingenieurs“ hervor. Die nächste gemeinsame Veranstaltung wurde 1961 in Flensburg mit einer Fachausstellung verknüpft.
Die Ausstellung konzentrierte sich auf die Schwerpunkte
- Schiffsdampfanlagen, Schiffsdieselmotoren, Schiffselektrotechnik
- Ölverschmutzung zur See, Lärmbekämpfung, Schallisolierung,
- Seefunk, Ausbildung des technischen Personals

Am 22. Mai 1963 veranstaltete der VDSI den „Tag des Schiffsingenieurs“ als Tagung mit kombinierter Fachausstellung erstmals in Hamburg. Die begleitende Ausstellung „Schiff und Maschine“ fand in Halle B des Messegeländes statt und endete am 25. Mai 1963. Dieses Jahr gilt als Gründungsjahr der späteren SMM.
In der Zeit des Wirtschaftswunders prosperierte die maritime Industrie. Die Auftragslage der Werften und der Zulieferindustrie war gut, die Reedereien kauften Schiffe und die Hafenstadt Hamburg bot mit ihren zahlreichen Werften, Reedern und Schiffbauzulieferbetrieben das passende Umfeld und vielfältige wirtschaftliche Möglichkeiten. In Hamburg waren auch Ausbildungsstätten angesiedelt, die eine seefahrtliche Berufsausbildung und das Studium zum Schiffsoffizier und Schiffsingenieur anboten. Daher wurde die Ausstellung von der Schiffbau- und Zulieferindustrie, den Seefahrts- und Schiffsingenieurschulen, der Industrie- und Handelskammer und den Reedern positiv angenommen und unterstützt. In den Folgejahren entwickelte sich die Ausstellung zur weltgrößten Schiffbaumesse „Schiff, Maschine, Meerestechnik“, kurz SMM.

## INMEX SMM India
Seit 2009 veranstaltet die Hamburg Messe gemeinsam mit lokalen Partnern internationale Ableger der SMM. Die INMEX SMM India findet alle zwei Jahre in Mumbai statt.

## Galerie

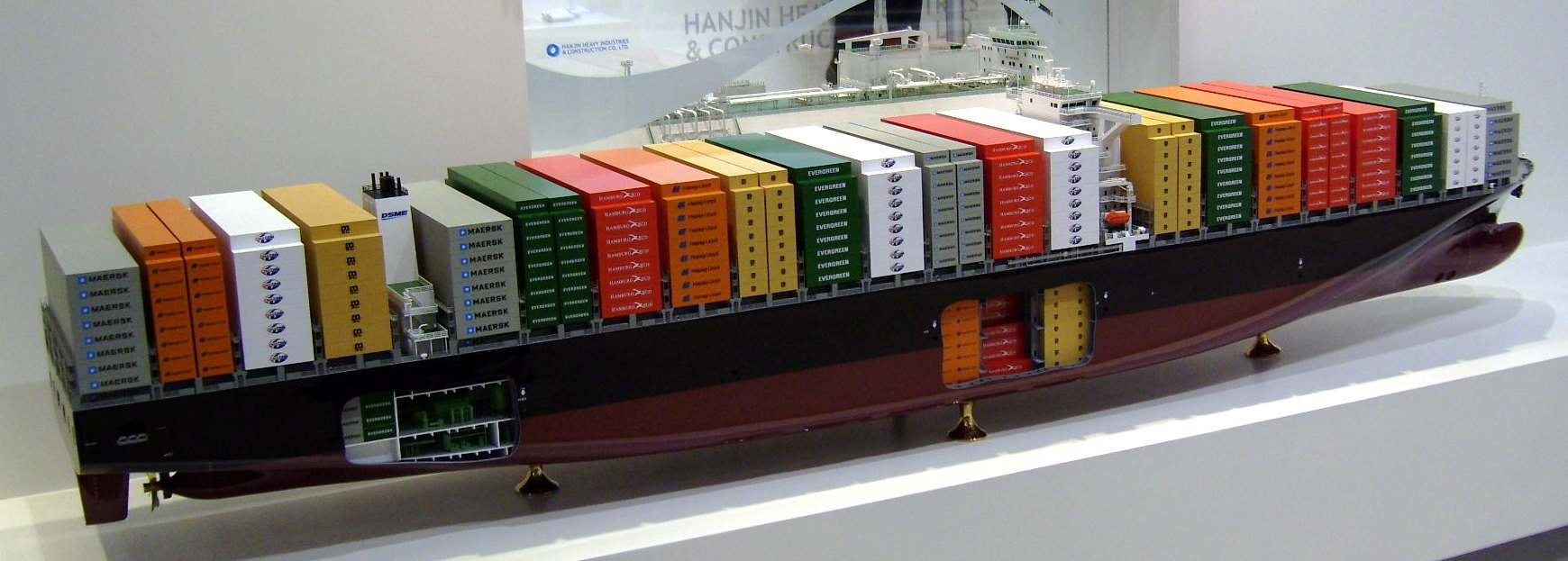
Modell eines 13.000 Teu Containerschiffes
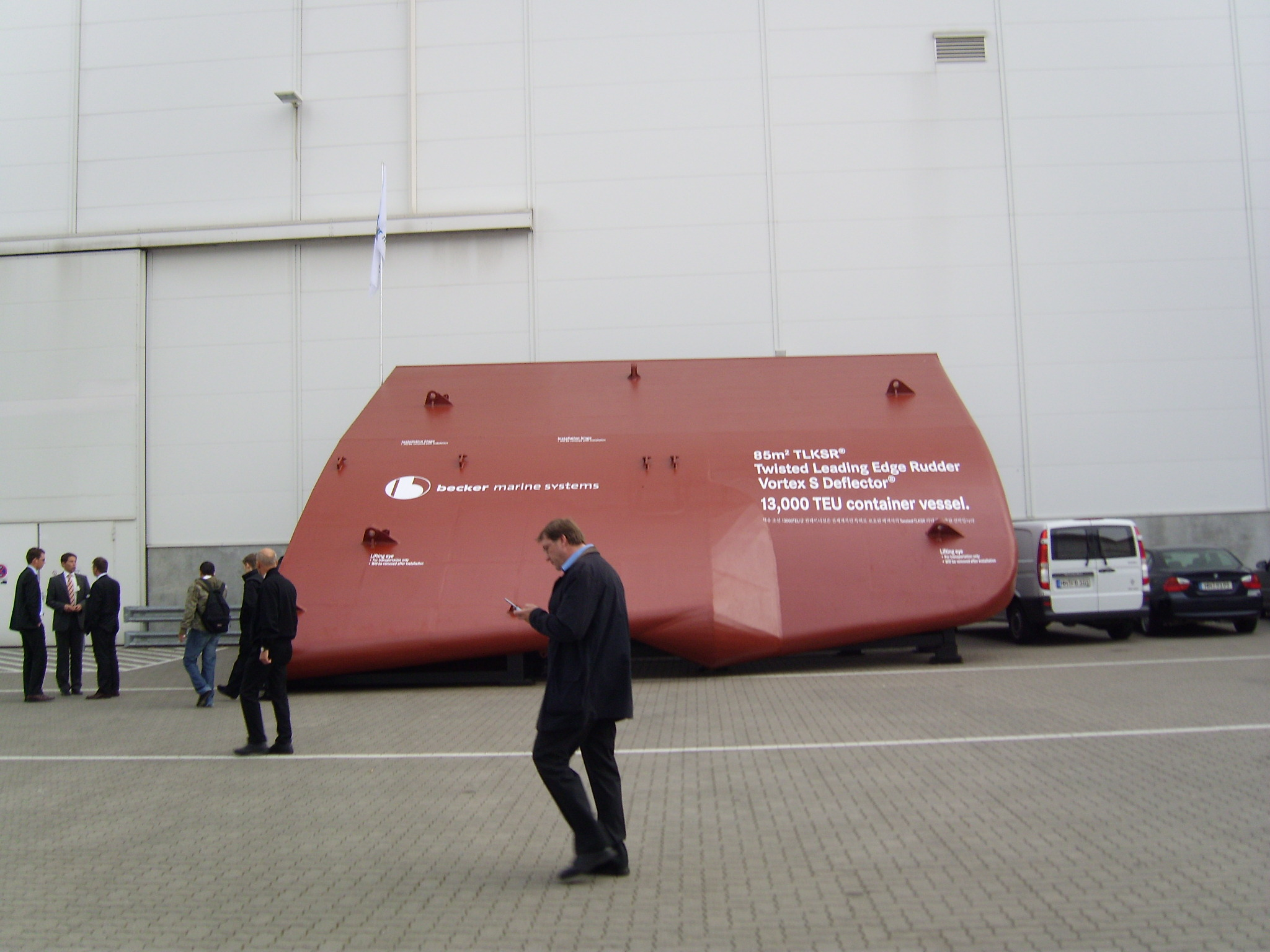
Ruder eines 13.000 TEU Containerschiffes
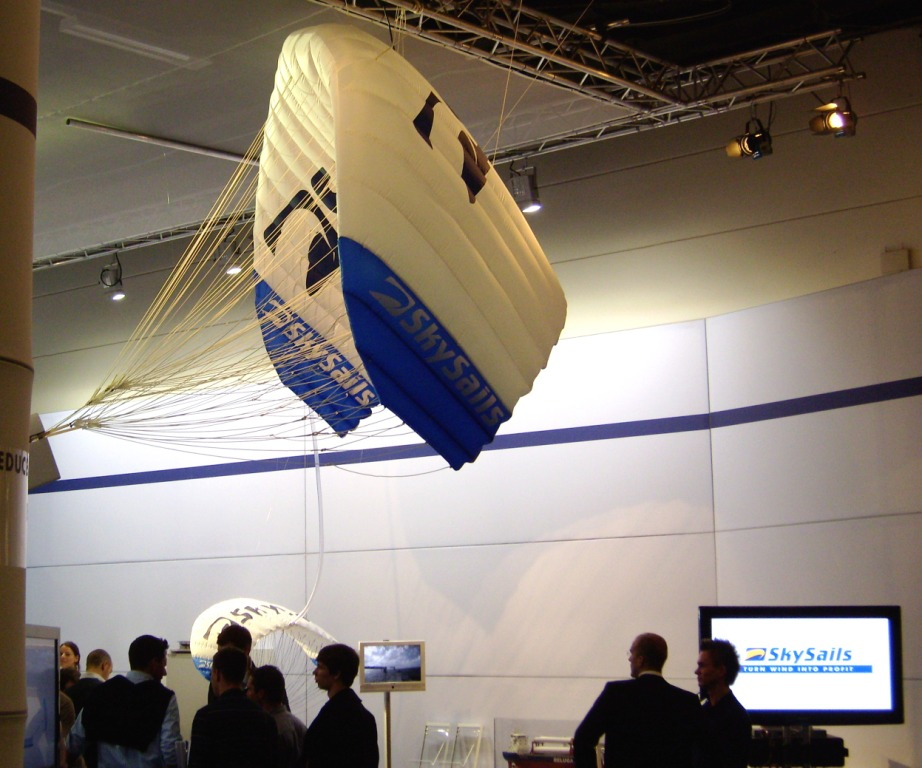
Skysails, Segel
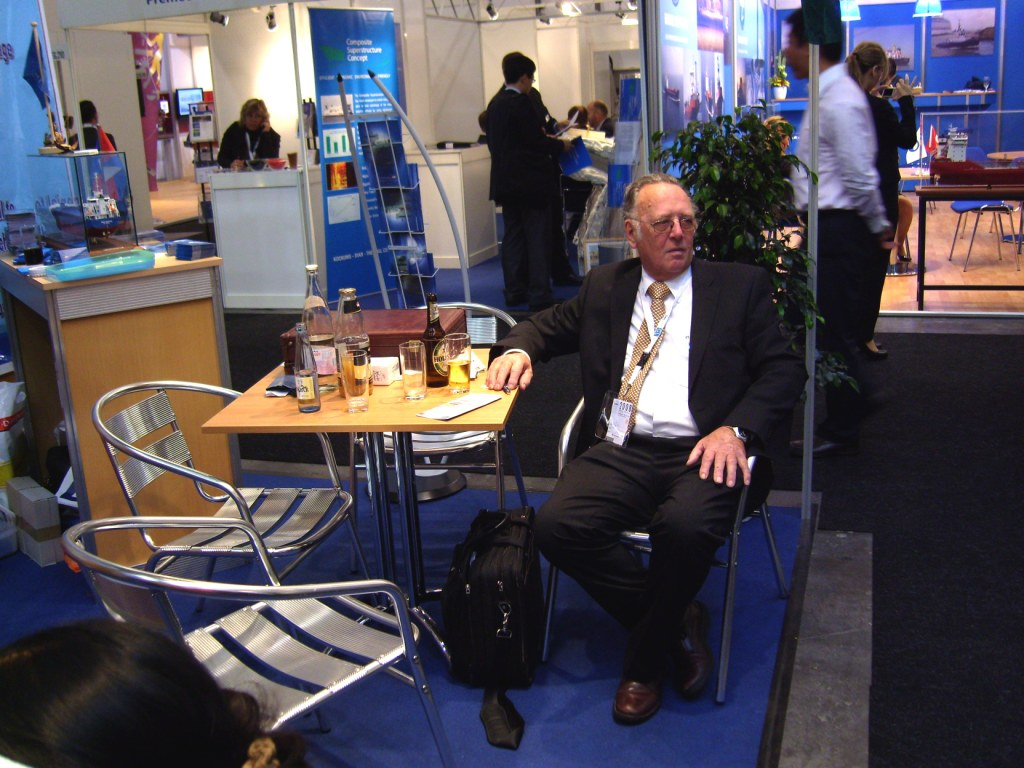
Standwache auf einem kleinen Ausstellungsstand
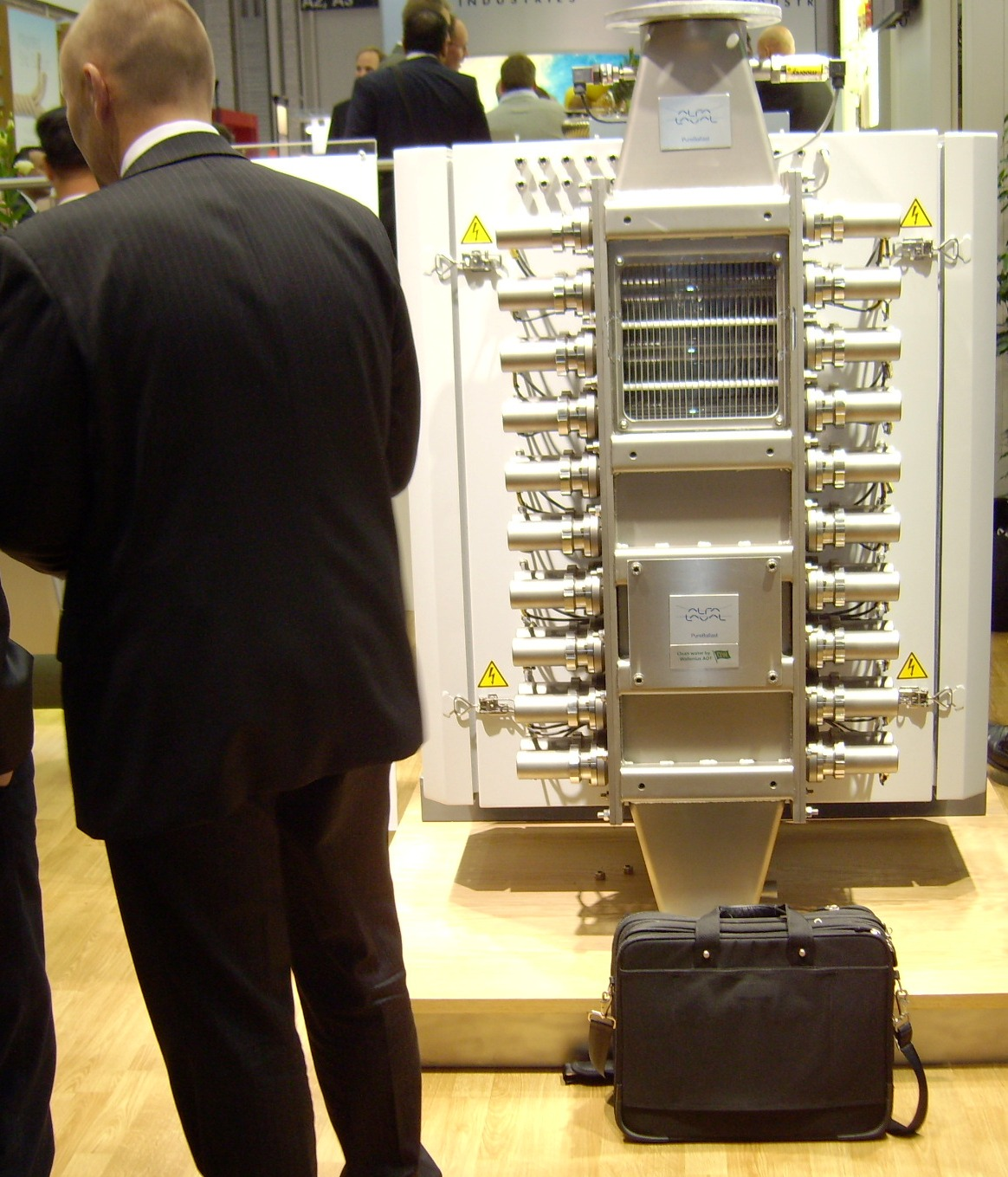
Ballastwasser-Aufbereitungsanlage
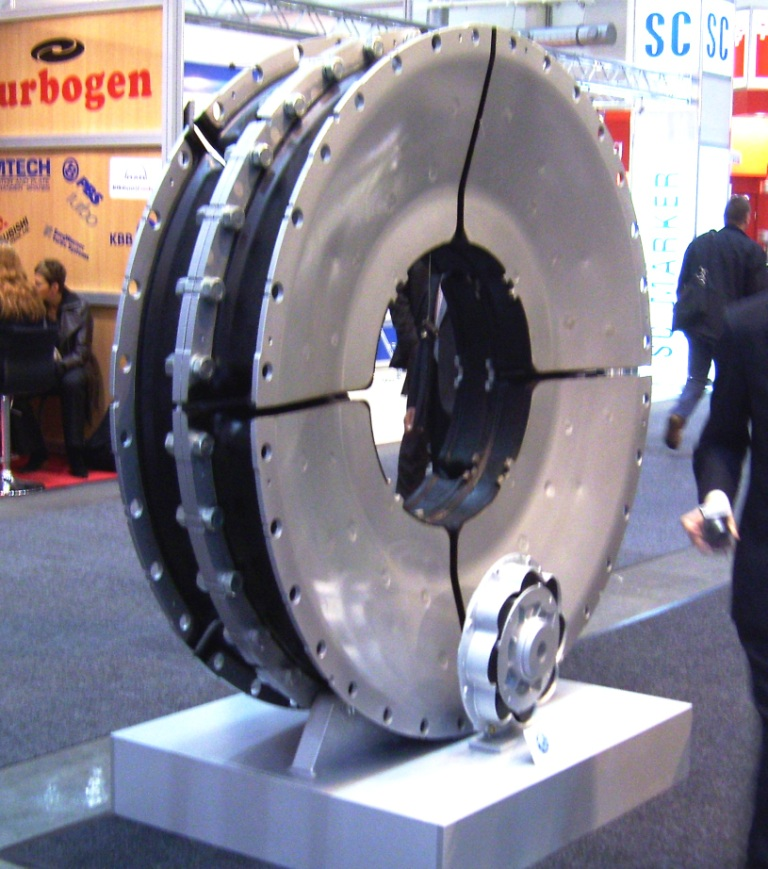
Elastische Kupplung Zwischen Motor und Propeller